# Dodge Rampage

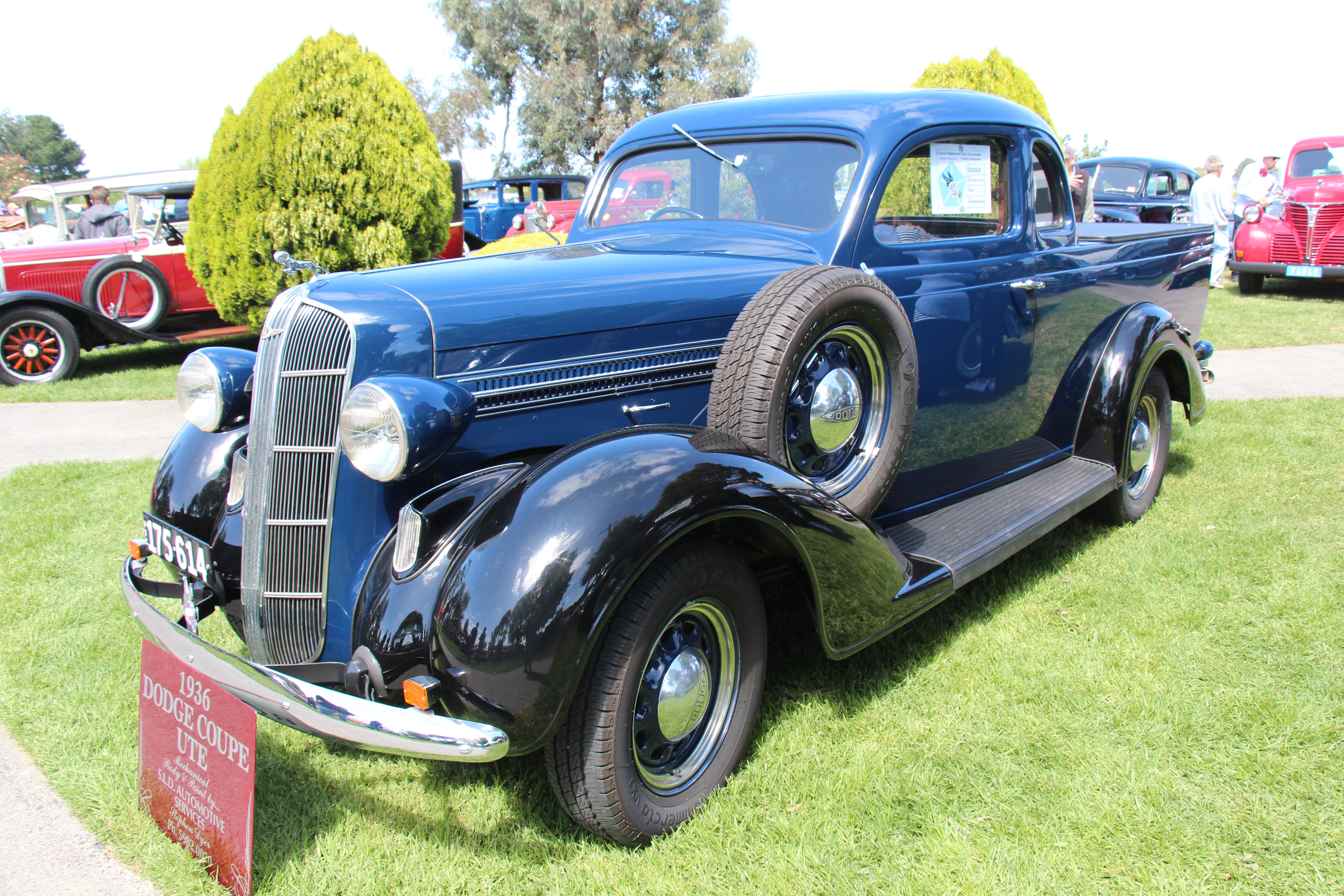
1936 Dodge D2

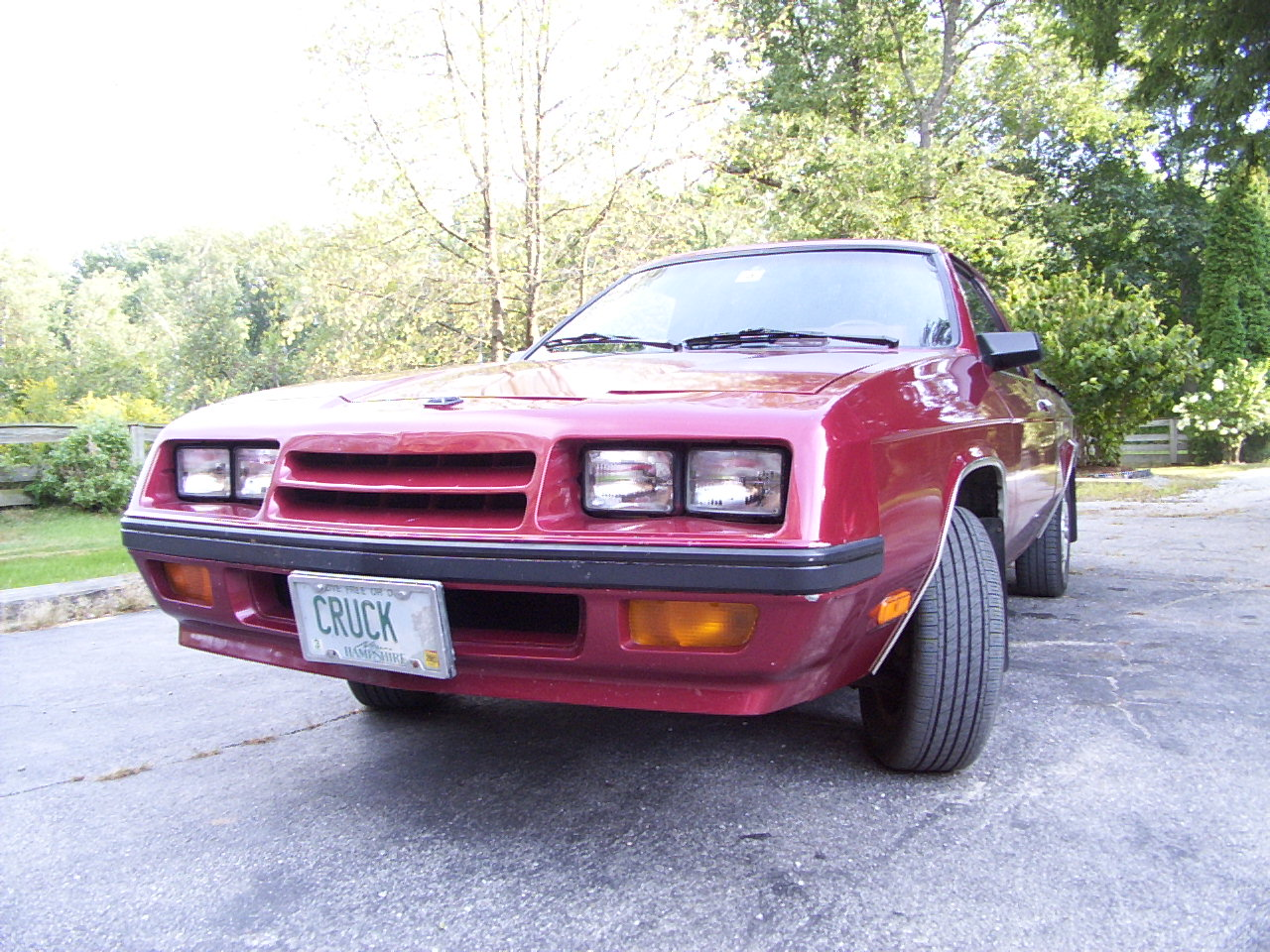
Dodge Rampage

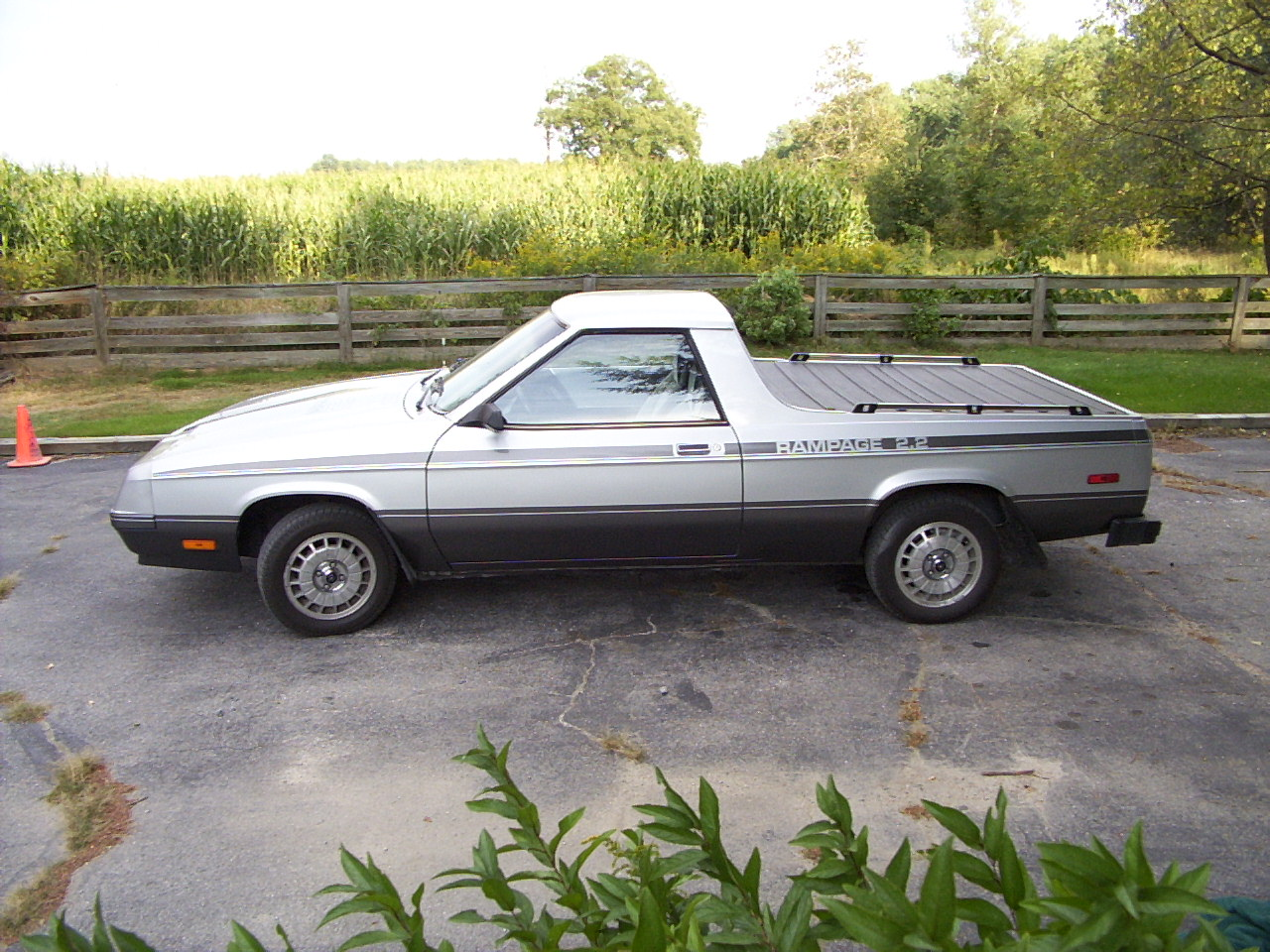
Dodge Rampage 2.2

Dodge Rampage — среднеразмерный пикап производства компании Dodge, принадлежащей концерну Chrysler Corporation. Серийно выпускался с 1982 по 1984 год. С 1983 года автомобиль выпускался компанией Plymouth под названием Plymouth Scamp.

## Описание
Автомобиль Dodge Rampage позаимствовал конструкцию, переднюю часть и прочие детали у Dodge Charger. Он оснащался двигателем внутреннего сгорания Chrysler объёмом 2,2 литра, мощностью 84—99 л. с. Снаряжённая масса составляла 1040 кг.

## Dodge Rampage Concept
Этот концепт-кар был представлен в 2006 году. В отличие от Dodge Rampage, автомобиль близок к Dodge Ram. Модель оснащалась двигателем внутреннего сгорания V8 и сиденьями «Stow 'n Go» от минивэнов.

## Галерея

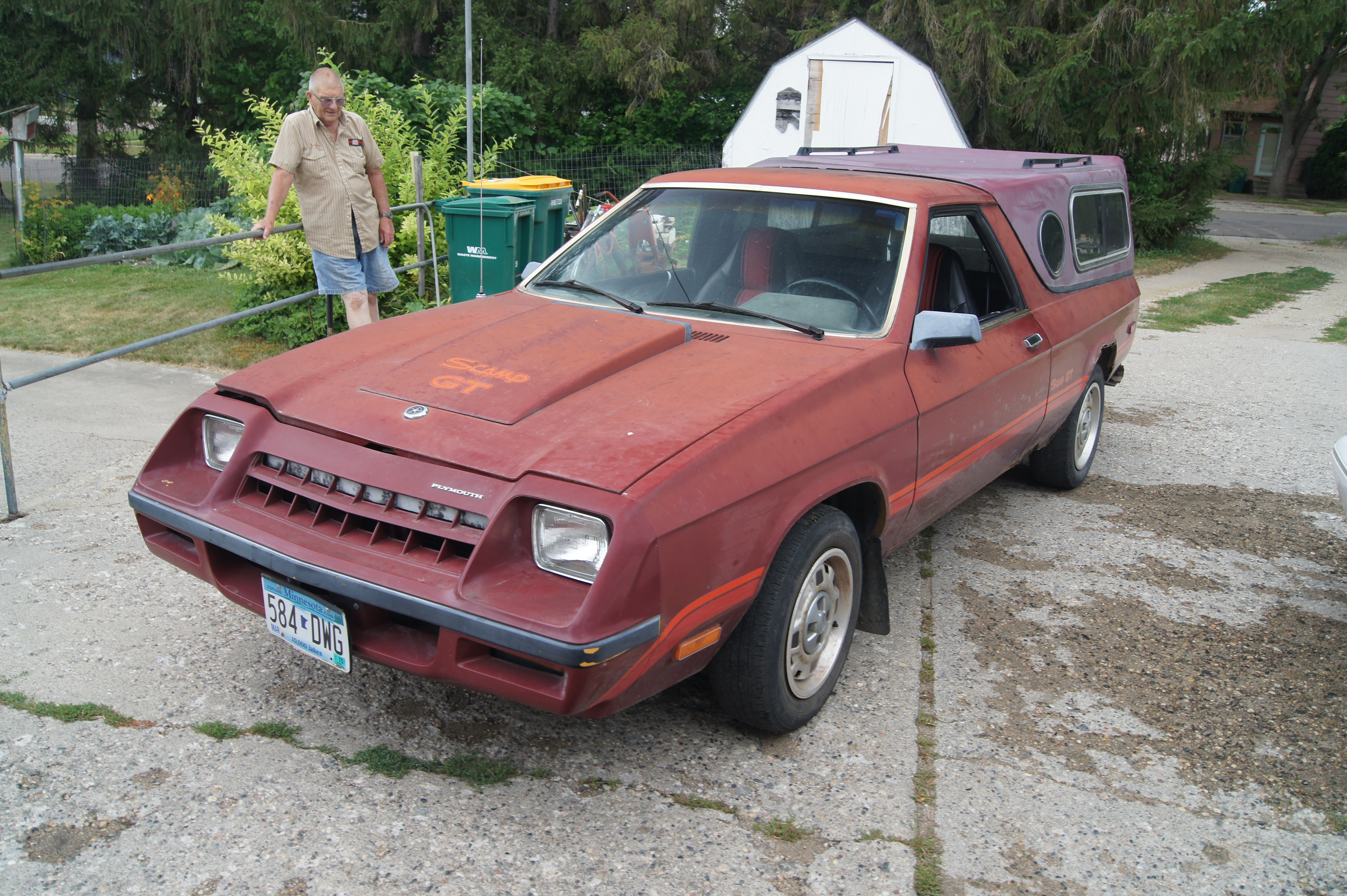
1983 Plymouth Scamp
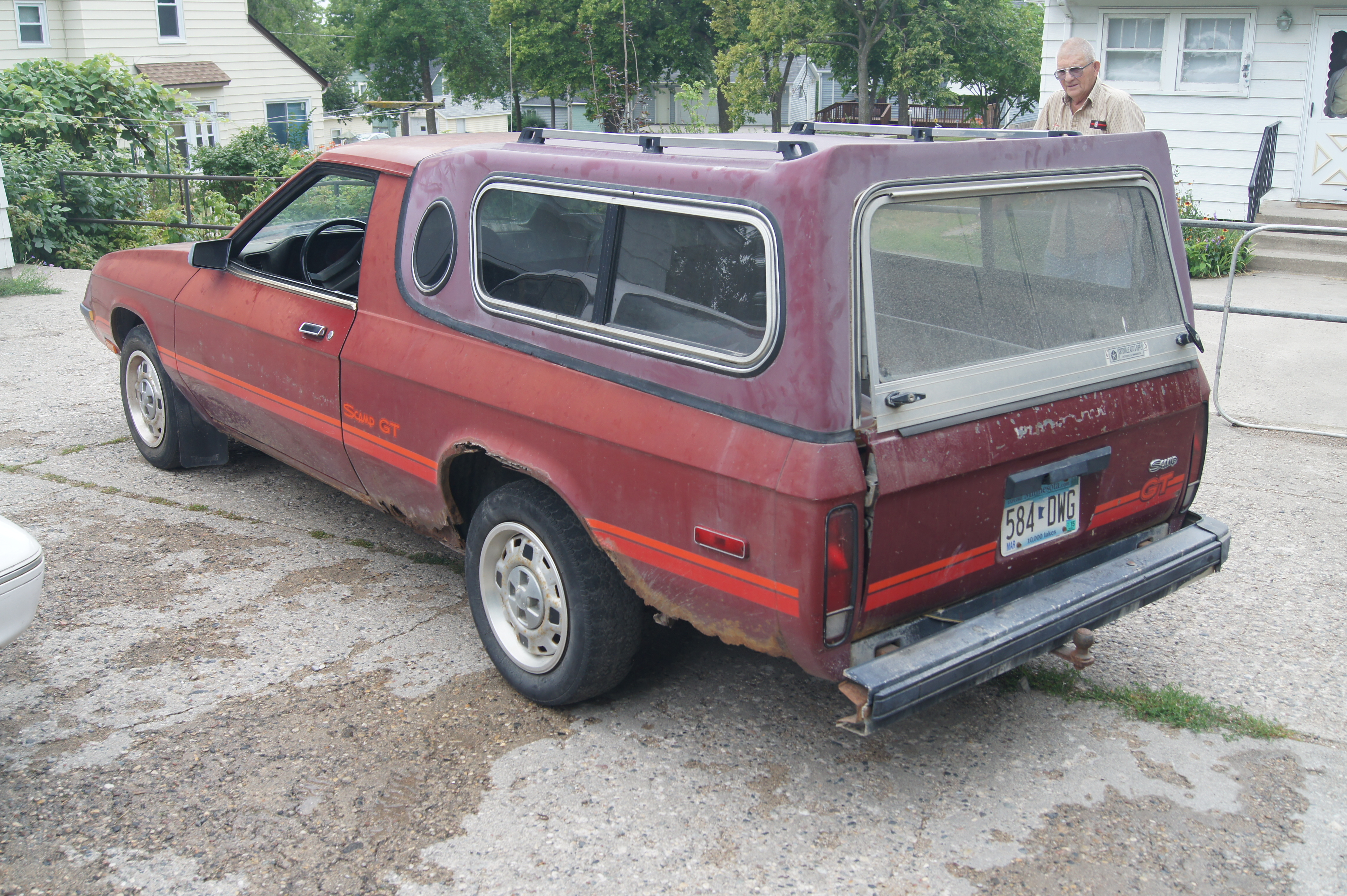
Вид сзади